# Torre do Relógio (Hong Kong)
A Torre do Relógio (em inglês:  Clock Tower; chinês tradicional: 尖沙咀鐘樓), denominada oficialmente Torre do Relógio do Antigo Caminho de Ferro de Kowloon-Cantão (em inglês:  Former Kowloon-Canton Railway Clock Tower; chinês tradicional: 前九廣鐵路鐘樓, Jyutping: cin4 gau2 gwong2 tit2 lou6 zung1 lau4), é um monumento situado na margem sul de Tsim Sha Tsui, Kowloon, em Hong Kong e o único elemento monumental remanescente da antiga Estação Kowloon do Caminho de Ferro de Kowloon-Cantão. Também é conhecida como Torre do Relógio de Tsim Sha Tsui (em inglês:  Tsim Sha Tsui Clock Tower; chinês tradicional: 尖沙咀鐘樓) por sua localização.
Construída com tijolos vermelhos e granitos, a Torre do Relógio mede quarenta e quatro metros de altura e é coroada por um para-raios de sete metros. O acesso ao topo da torre é feito por uma escada de madeira. O interior da Torre do Relógio encontrava-se anteriormente aberto a visitas, mas atualmente está fechado para manutenção. A torre do relógio situa-se próxima do Porto de Victoria, no sopé de Salisbury Road. Outro monumento, o Cais dos Ferries da Star Ferry em Tsim Sha Tsui, situa-se próximo da Torre do Relógio. A torre foi classificada como monumento declarado de Hong Kong em 1990.

## História
O projeto do Caminho de Ferro de Kowloon-Cantão foi realizado em 1904, sendo concluído em Tsim Sha Tsui. Arthur Benison Hubback foi encarregue de elaborar o projeto da estação, devido às suas experiências com os projetos das estações de comboios nos Estabelecimentos dos Estreitos da Malásia. O Caminho de Ferro de Kowloon-Cantão foi inaugurado a 1 de outubro de 1910. No entanto, a construção da estação só teve início em 1913, devido ao aparecimento da Primeira Guerra Mundial. Os materiais necessários para a construção não puderam ser enviados a tempo e a construção foi suspensa na altura. Parte da estação, juntamente com a Torre do Relógio foram completadas em 1915 e a estação foi concluída a 28 de março de 1916.
A Torre do Relógio reutilizou o relógio da antiga Torre do Relógio de Pedder Street, que foi demolida. No entanto, apenas um lado possuía relógio e foi só em 1913 que foram instalados os outros três relógios na torre, que começaram a funcionar na tarde de 22 de março de 1921. Desde então, os relógios têm funcionado, exceto durante a ocupação japonesa de Hong Kong na Segunda Guerra Mundial. O edifício da torre do relógio sofreu prejuízos durante os combates anteriores à ocupação, que deixaram marcas presentes até hoje.
Em 1975, a Estação de Kowloon foi transferida para a atual Estação de Hung Hom no recente aterro marítimo da baía de Hung Hom. O edifício da estação foi demolido em 1977, apesar dos protestos e petições da Sociedade do Património e grupos de pressão. No entanto, foi decidido o compromisso de preservar a Torre do Relógio, que encontra-se acompanhada pelo Museu Espacial de Hong Kong, Museu de Arte de Hong Kong e o Centro Cultural de Hong Kong, todos estes foram construídos nos antigos terrenos da estação.
O sino instalado no interior da Torre do Relógio, foi retirado e exibido na Estação de Sha Tin a partir de meados de 1980 até 1995 e transferido para o escritório do Caminho de Ferro de Kowloon-Cantão em Fo Tan, durante o período de 1995 e no início da década 2000. O governo de Hong Kong devolveu o sino à Torre do Relógio em 2010.

## Galeria

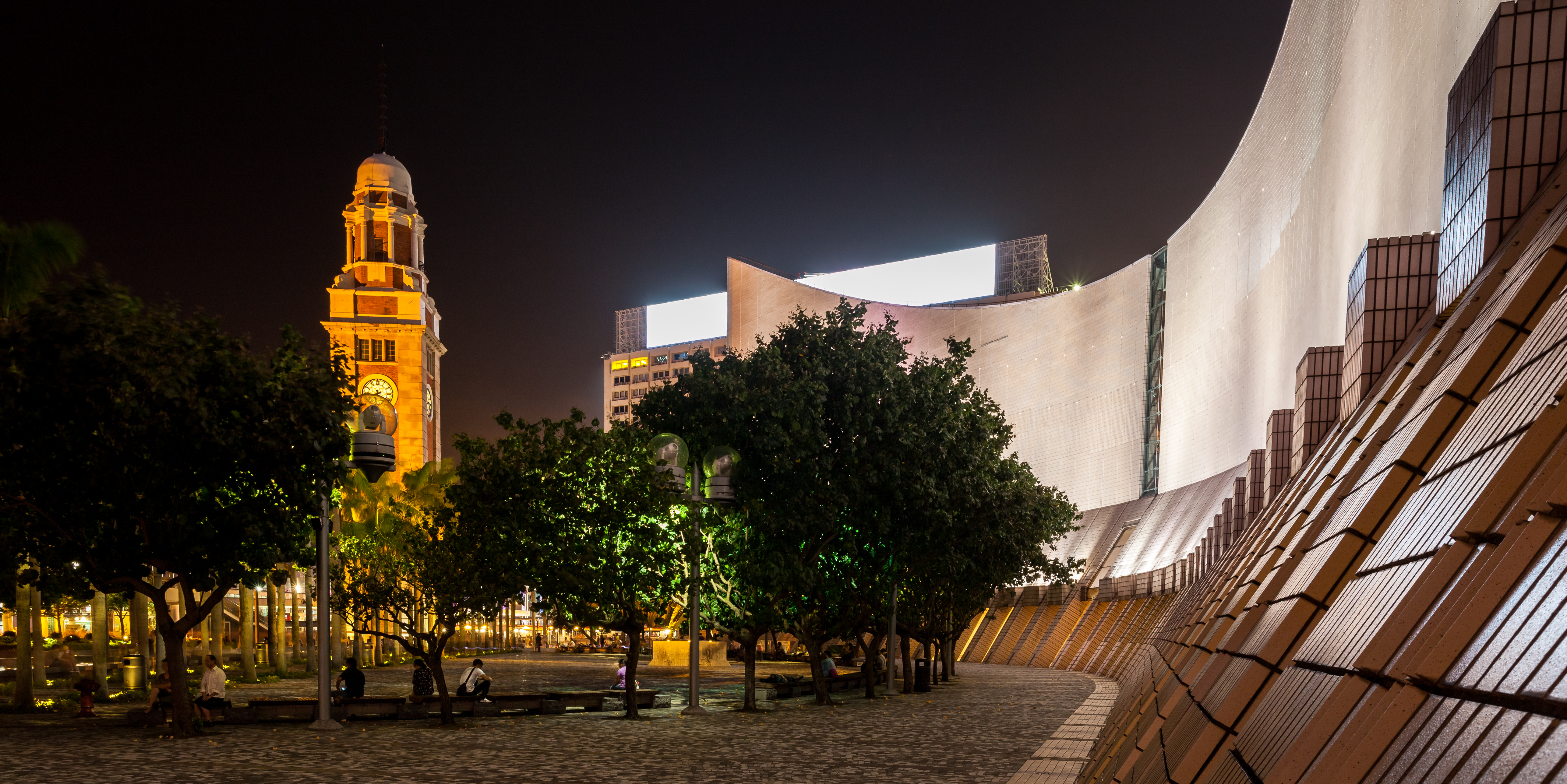
A Torre do Relógio de Tsim Sha Tsui (2013).
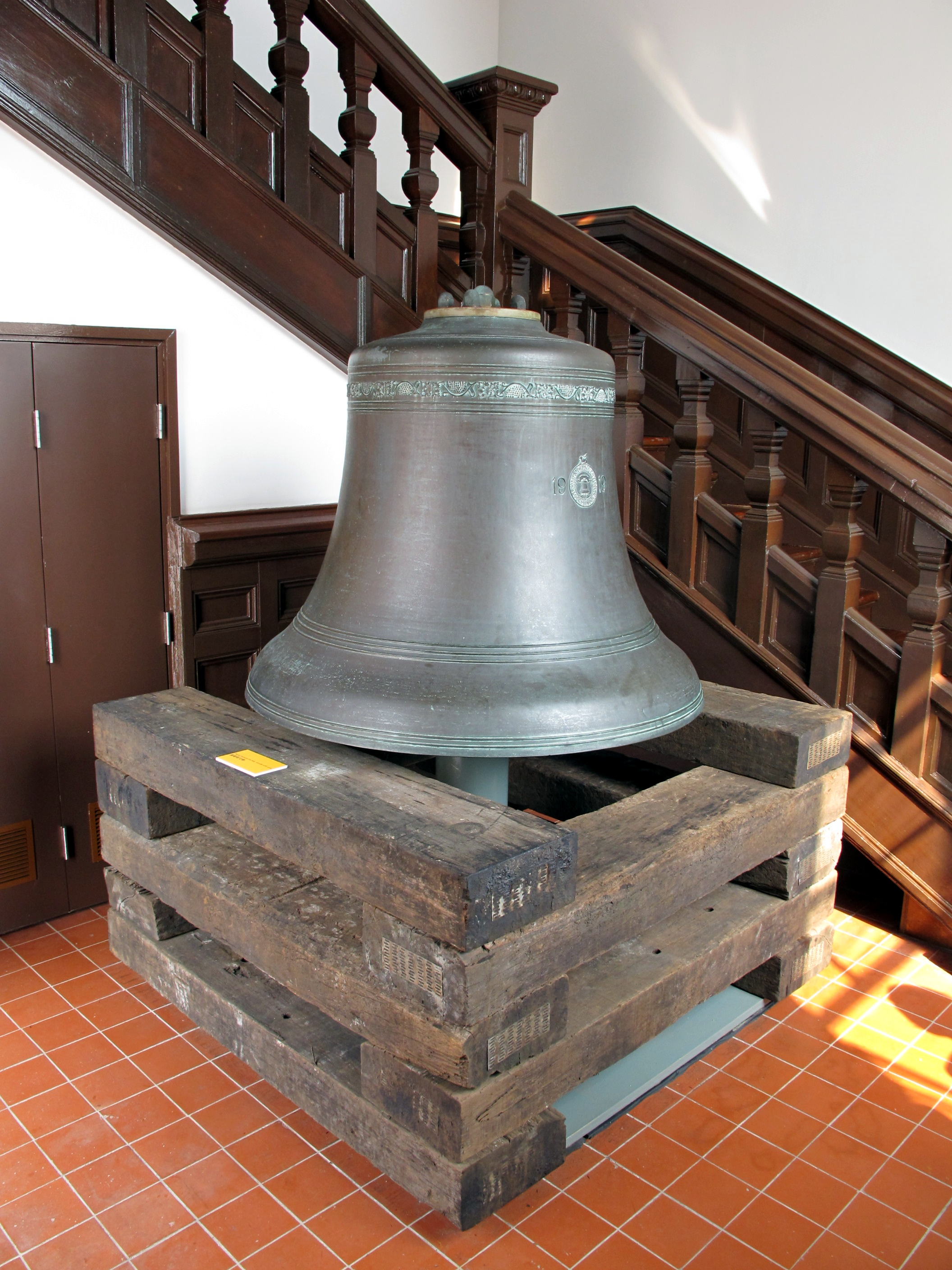
O sino da Torre do Relógio.
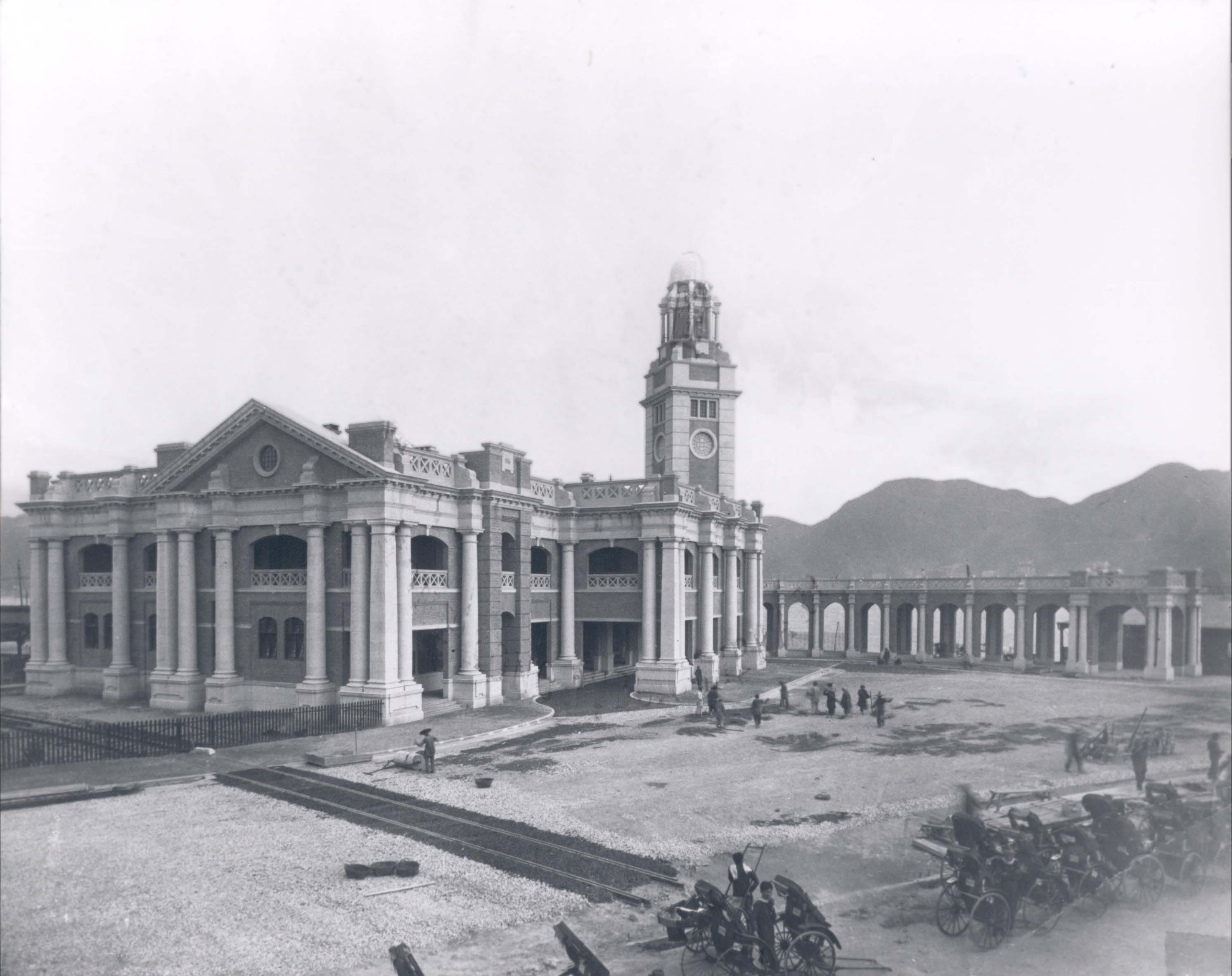
A Estação de Kowloon e a Torre do Relógio em 1914.
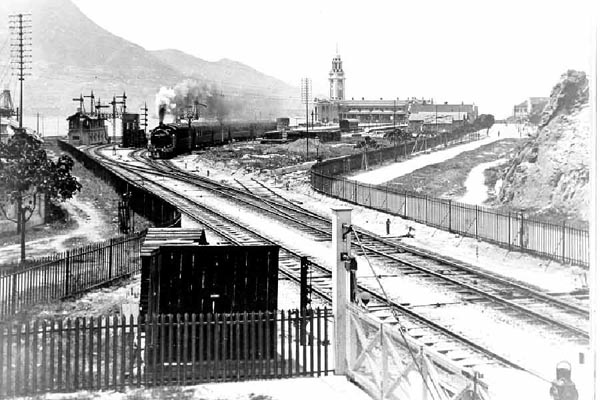
A Estação de Tsim Sha Tsui do Caminho de Ferro de Kowloon-Cantão em 1916.
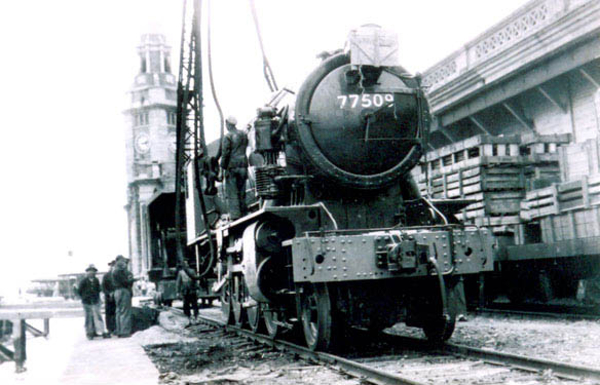
A antiga locomotiva a vapor WD Austerity 2-8-0 do Exército Britânico chegando em Hong Kong em 1947 para a secção britânica do Caminho de Ferro de Kowloon-Cantão. A Torre do Relógio pode ser vista no fundo.
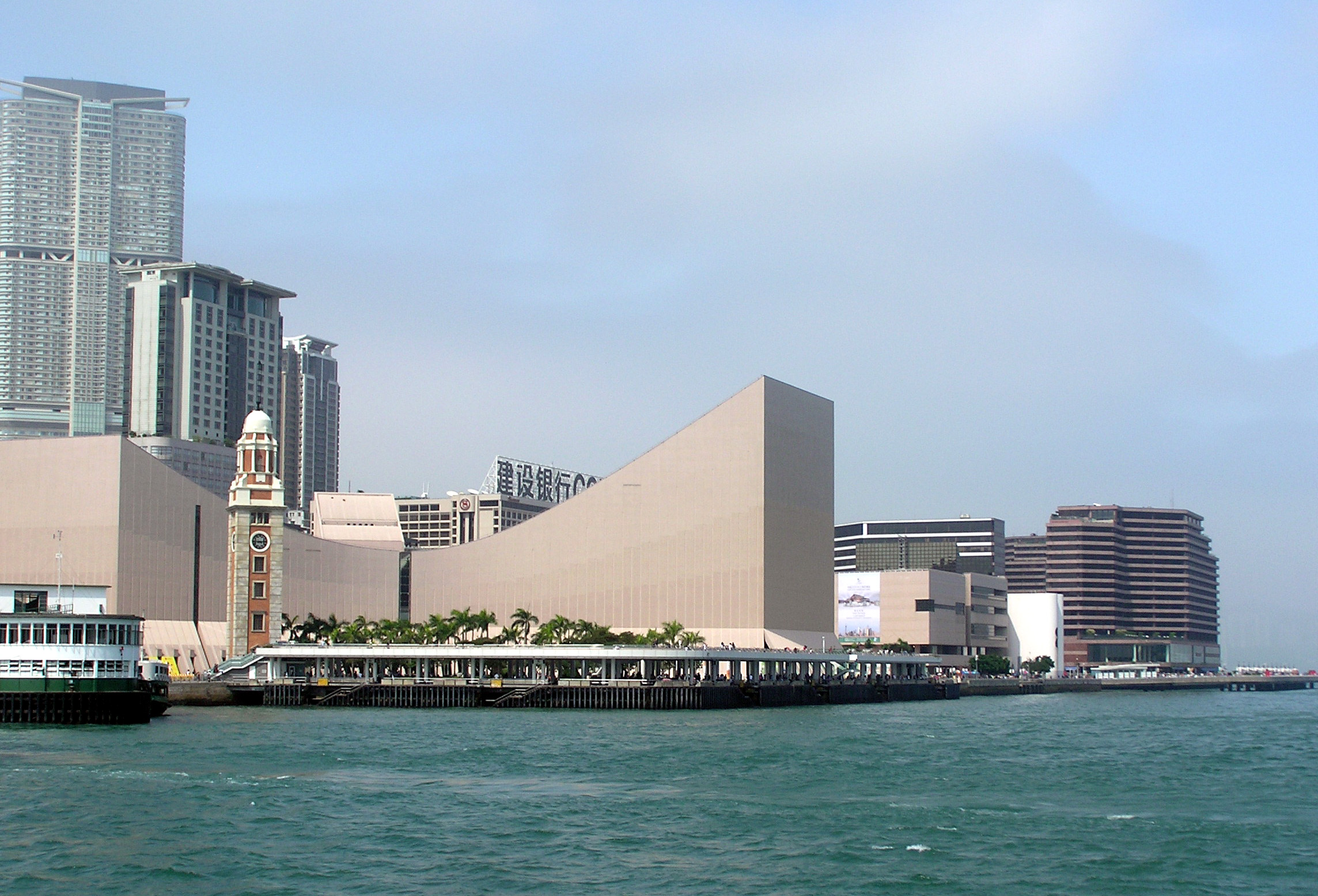
A Torre do Relógio e a respetiva região na atualidade.